# Michelle Kwan
Michelle Wing Kwan (Kwan Ying Shan, chinesisch 關穎珊, Pinyin Guān Yǐngshān; * 7. Juli 1980 in Torrance, Kalifornien, USA) ist eine ehemalige US-amerikanische Eiskunstläuferin, die im Einzellauf startete. Sie ist die Weltmeisterin von 1996, 1998, 2000, 2001 und 2003. 2022 wurde sie Botschafterin der Vereinigten Staaten in Belize.

## Persönliches
Michelle Kwan ist das dritte Kind von Danny Kwan und Estella Kwan, beide chinesische Immigranten aus Hongkong. Im Alter von fünf Jahren begann Kwan, sich für das Eiskunstlaufen zu interessieren. Ihre Schwester Karen betrieb bereits Eiskunstlauf und ihr Bruder Ron spielte Eishockey. Ein professionelles Training, gemeinsam mit ihrer Schwester Karen, nahm sie im Alter von acht Jahren auf. Zwei Jahre später konnte es sich die Familie nicht länger leisten, die Trainingsstunden zu bezahlen. Jedoch erklärte sich jemand aus dem Verein bereit, sie finanziell zu unterstützen. Die Schwestern trainierten im Los Angeles Figure Skating Club.
Ab der achten Klasse wurde Kwan daheim unterrichtet. Ab 1998 studierte sie ein Jahr an der UCLA, im Herbst 2006 ging sie an die Universität von Denver. Im Juni 2009 erhielt sie ihren Bachelorabschluss in Internationalen Studien und Politikwissenschaften. Ihr anschließendes Studium der Internationale Beziehungen an der Tufts-Universität beendete sie 2011 mit einem Masterabschluss an der dortigen Fletcher School.

## Eiskunstlaufkarriere
Im Jahr 1991 begannen Michelle Kwan und ihre Schwester Karen, beim renommierten Trainer Frank Carroll zu trainieren. 1993 bestritt Kwan ihre ersten nationalen Meisterschaften bei den Senioren und wurde Sechste. Ein Jahr später wurde sie in Detroit US-Vizemeisterin hinter Tonya Harding, was sie erstmals für internationale Wettbewerbe qualifizierte, auch für die Olympischen Spiele in Lillehammer. Auf die US-Meisterin des Vorjahres, Nancy Kerrigan war jedoch nach einem Training zu dieser Meisterschaft ein Anschlag mit einer Eisenstange verübt worden, der ihre Teilnahme an der nationalen Meisterschaft verhindert hatte. Der Verband gab Kerrigan anstelle der erst 13-jährigen Kwan den zweiten Startplatz für die Olympischen Spiele. Kwan reiste als Ersatzläuferin mit nach Norwegen, kam aber nicht zum Einsatz. Erst nach den Spielen fand man heraus, dass der Anschlag von Tonya Harding initiiert worden war. Der Titel der US-Meisterin wurde Harding daraufhin nachträglich aberkannt, blieb aber vakant. Kwan gewann in Colorado Springs die Weltmeisterschaft der Junioren und nahm wenig später an ihrer ersten Weltmeisterschaft bei den Senioren im japanischen Chiba teil. Sie war dort nach der lebenslangen Sperre für Harding, dem Rücktritt von Kerrigan und der verfehlten Qualifikation von Nicole Bobek die einzige US-Teilnehmerin und musste unter die besten Zehn kommen, um den USA einen zweiten Startplatz für die nächste Weltmeisterschaft zu sichern, was ihr mit dem achten Platz gelang.
1995 musste sich Kwan bei den US-Meisterschaften wegen Problemen mit dem Lutz-Sprung in Kurzprogramm wie auch Kür überraschend Nicole Bobek beugen und wurde somit erneut Vizemeisterin. Bei der Weltmeisterschaft in Birmingham landete sie sieben Dreifachsprünge in der Kür und wurde am Ende Vierte, einen Platz hinter Bobek, die Bronze gewann.
Nach 1995 entwickelte Kwan einen erwachseneren, künstlerischeren Stil und verbesserte auch ihre Schnelligkeit und Sprungtechnik. Dazu wählte sie schwerere Choreografien. Dies zahlte sich aus und leitete ihren internationalen Durchbruch ein. 1996 wurde sie in San José zum ersten Mal US-Meisterin und in Edmonton zum ersten Mal Weltmeisterin. Sie schlug dabei die amtierende Weltmeisterin Chen Lu aus China in einer knappen Entscheidung, in der beide zwei Höchstnoten für ihre Präsentation in der Kür bekamen.
Kwan gewann in Paris außerdem das zum ersten Mal ausgetragene Grand-Prix-Finale.
1997 hatte Kwan aufgrund von Wachstumsschüben und Problemen mit ihren Schlittschuhen mit Schwierigkeiten bei ihren Sprüngen zu kämpfen. In ihrer Kür bei den nationalen Meisterschaften in Nashville stürzte sie zweimal und stolperte einmal. So verlor sie ihren Titel an die 14-jährige Tara Lipinski. Auch beim Grand-Prix-Finale in Hamilton und der Weltmeisterschaft in Lausanne musste sie sich ihrer Landsfrau geschlagen geben.
Die Saison 1997/1998 begann zunächst gut für sie, mit Siegen bei Skate America und Skate Canada, aber dann erlitt sie einen Ermüdungsbruch in ihrem Fuß. Bei den nationalen Meisterschaften 1998 in Tara Lipinskis Heimatstadt Philadelphia zeigte sie eine Leistung, die viele als den technischen und künstlerischen Höhepunkt ihrer Karriere ansehen. Im Kurzprogramm lief sie zu Rachmaninows 3. Klavierkonzert und in der Kür zu William Alwyns „Lyra Angelica“. Für ihr Kurzprogramm bekam sie in der Präsentation von sieben der neun Punktrichter die Höchstnote 6,0 und in der Kür für ihre Präsentation sogar von acht der neun Punktrichter die Höchstnote. Es gab Punktrichter, die so gerührt waren, dass sie in Tränen ausbrachen. Die Programme wurden von Lori Nichol choreografiert. Kwans Leistung wurde als die beste je bei US-Meisterschaften gezeigte bewertet und daraufhin ging sie als Favoritin zu den Olympischen Spielen in Nagano.
Dort gewann Kwan das Kurzprogramm vor Lipinski. Ein Sieg in der Kür oder eine Platzierung vor Lipinski hätten ihr zu Gold gereicht. Sie zeigte eine solide Kürleistung mit sieben Dreifachsprüngen. Für ihre Präsentation bekam sie durchweg 5,9-Noten, im technischen Segment 5,7 und 5,8-Noten, was etwas Raum für Lipinski im technischen Bereich ließ. Lipinski lief ihre Kür als Letzte. Wie Kwan zeigte sie sieben Dreifachsprünge, allerdings inklusive einer Dreifach-Rittberger-Dreifach-Rittberger-Kombination und einer Dreifach-Toeloop-Halber-Rittberger-Dreifach-Salchow-Kombination. Lipinski bekam höhere technische Bewertungen und gewann die Kür und damit auch die Goldmedaille vor Michelle Kwan. Lipinski und die Drittplatzierte der Olympischen Spiele, Chen Lu, beendeten danach ihre Karrieren und Kwan gewann die anschließende Weltmeisterschaft in Minneapolis vor den Russinnen Irina Sluzkaja und Marija Butyrskaja, die in den nächsten Jahren ihre Hauptkonkurrentinnen wurden. Kwan gewann dabei sowohl das Kurzprogramm als auch die Kür.
1999 verteidigte Kwan ihren Titel bei den US-Meisterschaften gegen ein schwaches Feld. Die nationale Titelverteidigung gelang ihr bis zum Jahr 2005. Bei der Weltmeisterschaft in Helsinki zeigte sie nicht ihre beste Leistung und unterlag Marija Butyrskaja.
Bei der Weltmeisterschaft 2000 in Nizza lag Kwan nach dem Kurzprogramm hinter Butyrskaja und Sluzkaja. Die Kür gewann sie mit sieben Dreifachsprüngen. Da Butyrskaja sich mit ihrer Kür noch hinter ihrer Landsfrau platzierte, reichte es für Kwan zu ihrem dritten Weltmeisterschaftstitel.
Ihren vierten WM-Titel gewann sie ein Jahr später in Vancouver. Im Kurzprogramm lag sie noch hinter Sluzkaja, die Kür gewann sie allerdings vor ihr, erneut landete sie dabei sieben Dreifachsprünge, inklusive einer Dreifach-Toeloop-Dreifach-Toeloop-Kombination. Im Herbst 2001 beendete Kwan die Zusammenarbeit mit Frank Carroll. Im Dezember verlor Kwan das Grand-Prix-Finale zum dritten Mal in Folge gegen Irina Sluzkaja.

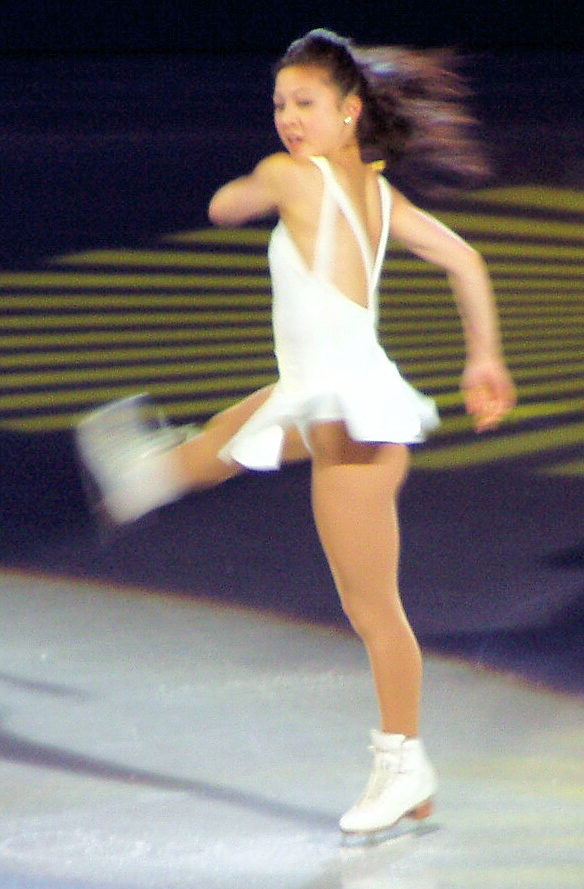
Michelle Kwan, 2006

Als US-Meisterin reiste Kwan zusammen mit der Zweitplatzierten Sasha Cohen und der Drittplatzierten Sarah Hughes zu den Olympischen Spielen in Salt Lake City. Kwan und Sluzkaja galten als Favoriten auf die Goldmedaille. Kwan gewann das Kurzprogramm knapp vor Sluzkaja. Cohen und Hughes lagen auf dem dritten und vierten Platz. In der Kür landete Kwan ihre Kombination auf beiden Füßen und stürzte beim dreifachen Flip. Sie fiel im Gesamtklassement auf den dritten Platz zurück, während ihre junge Landsfrau Sarah Hughes umstritten Gold vor Irina Sluzkaja gewann. Bei der Weltmeisterschaft in Nagano gewann Kwan Silber hinter Sluzkaja.
In den Jahren nach den Olympischen Spielen 2002 trat Kwan kürzer und bestritt im Herbst 2002 bis 2004 nur eine Grand-Prix-Veranstaltung. Unter ihrem neuen Trainer Scott Williams gewann sie 2003 in Washington ihren fünften und letzten Weltmeisterschaftstitel. Danach wechselte sie zu Rafael Harutjunjan, mit dem sie versuchte, das technische Level ihrer Programme zu heben. Bei den nationalen Meisterschaften 2004 bekam sie siebenmal die 6,0 in der Präsentation. Bei der Weltmeisterschaft 2004 in Dortmund bekam sie Abzüge für ihr Kurzprogramm, da es zwei Sekunden über dem Zeitlimit war. Vom vierten Platz aus ging sie in die Kür. Sie zeigte eine konservative Vorstellung mit fünf Dreifachsprüngen und bekam die letzte 6,0, die je vergeben wurde, denn danach führte die Internationale Eislaufunion ein neues Wertungssystem ein. Sie beendete die Kür auf dem zweiten Platz und gewann schlussendlich die Bronzemedaille hinter Shizuka Arakawa, die sieben Dreifachsprünge inklusive zweier Dreifach-Dreifach-Zweifach-Kombinationen gezeigt hatte, und Sasha Cohen.
Für die Saison 2004/2005 heuerte Kwan Christopher Dean als Choreograf an und lief ihre Kür zu Ravels Boléro, mit dem Dean mit seiner Partnerin Jayne Torvill zwei Jahrzehnte zuvor Eistanzgeschichte geschrieben hatte. Bei den US-Meisterschaften gewann sie ihren neunten und letzten Titel, davon ihren achten in Folge und zog mit der bisherigen alleinigen Rekordhalterin Maribel Vinson gleich. Vinson war die Trainerin von Frank Carroll, der wiederum als Trainer Kwan zu zahlreichen Erfolgen führte.
Bei der Weltmeisterschaft 2005 in Moskau lag Kwan nach dem Kurzprogramm auf dem dritten Platz. In ihrer Kür stürzte sie beim dreifachen Salchow und landete den dreifachen Lutz beidbeinig. Obwohl sie sowohl Dritte in Kurzprogramm und Kür wurde, reichte es insgesamt nur zum vierten Platz für sie, 0,37 Punkte hinter dem Bronzerang. Es war das erste Mal seit 1995, dass es ein Weltmeisterschaftspodium ohne Michelle Kwan gab.
Kwan versuchte sich für die Olympischen Spiele 2006 in Turin zu qualifizieren, um doch noch das ihr fehlende olympische Gold zu erringen. Doch zahlreiche Verletzungen zwangen sie nach langem Hin und Her schließlich zum Rückzug. Sie verkündete jedoch noch nicht ihr Karriereende. Im August 2006 unterzog sie sich einer Hüftoperation. 2007 gab sie bekannt, 2009 entscheiden zu wollen, ob sie an den Olympischen Spielen 2010 teilnehmen werde. Sie tat dies allerdings nicht und setzte ihr Studium fort.

## Zusammenfassung
Mit fünf WM-Titeln ist Kwan zusammen mit ihrer Landsfrau Carol Heiss und der Österreicherin Herma Szabó die zweiterfolgreichste Eiskunstläuferin bei Weltmeisterschaften nach Sonja Henie. Im Jahr 2003 wurde Kwan die erste Frau seit Carol Heiss 1960, der der Gewinn eines fünften WM-Titels gelang. Sie ist allerdings auch die einzige Frau, die mit mindestens fünf WM-Siegen ohne Olympiagold blieb. Mit neun nationalen Meistertiteln hält sie gemeinsam mit Maribel Vinson den Rekord in der Damenkonkurrenz bei US-Meisterschaften. Kwan bekam in ihrer Karriere 57-mal die Höchstnote 6,0.

### Ergebnisse
| Wettbewerb / Saison              | 1992/93 | 1993/94 | 1994/95 | 1995/96 | 1996/97 | 1997/98 | 1998/99 | 1999/00 | 2000/01 | 2001/02 | 2002/03 | 2003/04 | 2004/05 |
| -------------------------------- | ------- | ------- | ------- | ------- | ------- | ------- | ------- | ------- | ------- | ------- | ------- | ------- | ------- |
| Olympische Winterspiele          |         |         |         |         |         | 2.      |         |         |         | 3.      |         |         |         |
| Weltmeisterschaften              |         | 8.      | 4.      | 1.      | 2.      | 1.      | 2.      | 1.      | 1.      | 2.      | 1.      | 3.      | 4.      |
| Grand-Prix-Finale                |         |         |         | 1.      | 2.      |         |         | 2.      | 2.      | 2.      |         |         |         |
| Juniorenweltmeisterschaften      |         | 1.      |         |         |         |         |         |         |         |         |         |         |         |
| US-amerikanische Meisterschaften | 6.      | 2.      | 2.      | 1.      | 2.      | 1.      | 1.      | 1.      | 1.      | 1.      | 1.      | 1.      | 1.      |

### Auszeichnungen
- USOC Athlete of the Year 2003

## Werke
- Laura James, Michelle Kwan: Heart of a champion. Scholastic, New York 1997, ISBN 0-590-76340-7.
- Laura James, Michelle Kwan: The Winning Attitude!: What It Takes to Be a Champion. Hyperion Books, New York 1999, ISBN 0-7868-0546-3.
- Michelle Kwan: Michelle Kwan: My Special Moments. Hyperion Books, New York 2001, ISBN 0-7868-1580-9.